# Peritelus sphaeroides
Espèce
Peritelus sphaeroides, communément appelé Péritèle gris, est une espèce d'insectes coléoptères de la famille des Curculionidae, et de la sous-famille des Entiminae. On le rencontre en Europe.

## Description
Ce charançon mesure de 5 à 8 millimètres de longueur. La face supérieure de son corps est recouverte de petites écailles épaisses et tachetées de couleur brun-gris, rarement plus claires. Le bord des élytres est généralement plus clair. Le pronotum est légèrement arrondi, comme aussi l'abdomen. La tête est prolongée d'un rostre relativement large entre deux antennes coudées.

## Écologie
Ce charançon s'attaque aux bourgeons de vigne (Vitis), aux boutons de roses, etc.

## Ennemis naturels
Les adultes sont attaqués par un hyménoptère prédateur, Cerceris quadricincta.

## Publication originale
- Germar, E. F., Insectorum species : novae aut minus cognitae, descriptionibus illustratae. Volumen primum Coleoptera (œuvre littéraire), Inconnu, Halle-sur-Saale, 1824, [lire en ligne].